# Mauro Cornaz
Mauro Cornaz (25 marzo 1960) è un allenatore di sci alpino, dirigente sportivo ed ex sciatore alpino italiano.

## Biografia
Specialista della discesa libera originario di Pila, in Coppa del Mondo ottenne il primo piazzamento il 13 dicembre 1981 in Val Gardena classificandosi al 5º posto: tale risultato sarebbe rimasto il migliore di Cornaz nel massimo circuito internazionale, nel quale ottenne complessivamente 3 piazzamenti fra i primi dieci; l'ultimo fu anche il suo ultimo piazzamento agonistico, il 2 marzo 1985 a Furano (8º). Non prese parte a rassegne olimpiche né ottenne piazzamenti ai Campionati mondiali. Cessata l'attività agonistica ha intrapreso quella di allenatore, ricoprendo far l'altro il ruolo di responsabile delle prove veloci per la Francia dal 1994 al 2006, e ha svolto il ruolo di direttore della stazione sciistica di Pila.

## Palmarès

### Coppa del Mondo
- Miglior piazzamento in classifica generale: 50º nel 1985

### Campionati italiani
- 3 medaglie[3]:
  - 1 oro (discesa libera nel 1984)
  - 2 argenti (combinata nel 1981; discesa libera nel 1983)
  - 1 bronzo (combinata nel 1980)